# Carhartt

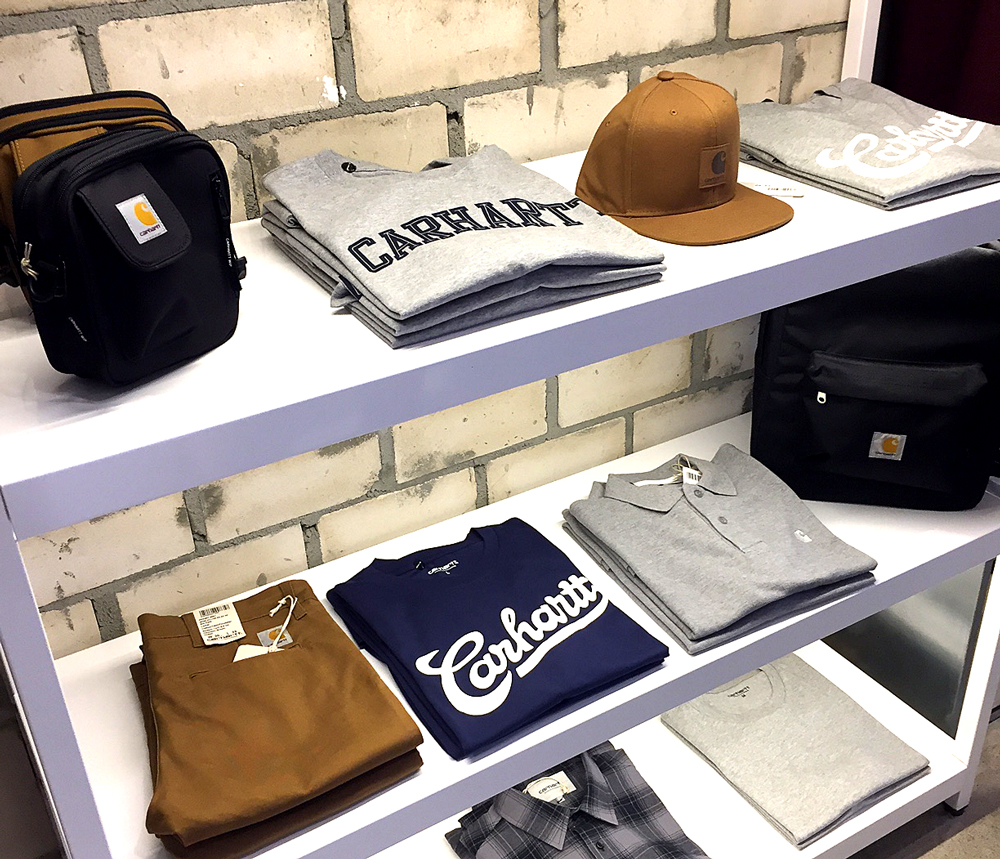
Vêtements de la marque.

Hamilton Carhartt & Co est une entreprise américaine fondée en 1889, initialement spécialisée dans la fabrication de vêtements de travail. Les modèles historiques et emblématiques de la marque sont les blousons, pantalons et salopette en cotton duck (en), une toile de coton épaisse souvent ocre-brun. De nos jours, la marque comprend deux lignes de produits totalement différentes qui sont les collections d'origine, fabriquées aux États-Unis, et des collections plus sportswear, destinées au reste du monde.

## Histoire

### Vêtements de travail
En 1889, devenue Hamilton Carhartt Manufacturer, l'entreprise se spécialise dans la fabrication de vêtements de travail (« workwear ») des chemins de fer. Dès le départ, Hamilton Carhartt fait le choix de promouvoir l'étiquette syndicale (« union label ») sur la production de la société, symbole de conditions de travail dignes contrastant avec la norme de l'époque,.
La société est toujours détenue par la famille de son fondateur, Hamilton Carhartt. En 1960, elle a absorbé Crown Headlight (Ohio) et Finck & Co. (Michigan), deux fabricants réputés de vêtements de travail.

### Vêtements«Skatewears»
La marque a été et reste encore celle des ouvriers, notamment ceux syndiqués du bâtiment. Les mentions « crafted with pride in USA », et « union made » ont été longtemps des arguments commerciaux de l'entreprise. En septembre 1998, Carhartt a commencé à faire de nouveaux produits à l'extérieur des États-Unis, à partir de son usine de Penjemo, au Mexique, employant majoritairement des ouvriers syndiqués.
En 1989, Edwin et Salomée Faeh, couple de designeurs et entrepreneurs suisses,, décident de produire des vêtements sportswear sous la marque « Carhartt Work in Progress » (« Carhartt WIP ») avec le même logo et deviennent les distributeurs exclusifs de Carhartt en Europe.
Cela marque la séparation entre les vêtements de travail pour le marché américain, et la gamme plus casual pour le reste du monde. En effet, à présent et surtout en Europe, Carhartt WIP est présente sur le marché des vêtements de sport. La marque s'investit dans le segment du skateboard, en collaborant avec la marque de chaussures californienne, Vans dans les années 2000.

### Controverse
En 2022, durant la pandémie de Covid-19, la décision du PDG de Carhartt Mark Valade de rendre la vaccination obligatoire pour ses employés a suscité plusieurs mouvements de contestations, notamment aux États-Unis où des appels au boycott de la marque furent lancés sur les réseaux sociaux.